# عرعر أرزي
العرعر الأرزي نوع نباتي شجري من جنس العرعر يتبع الفصيلة السروية. ينتشر في جزر الخالدات (جزر الكناري).